# Sojuz 11

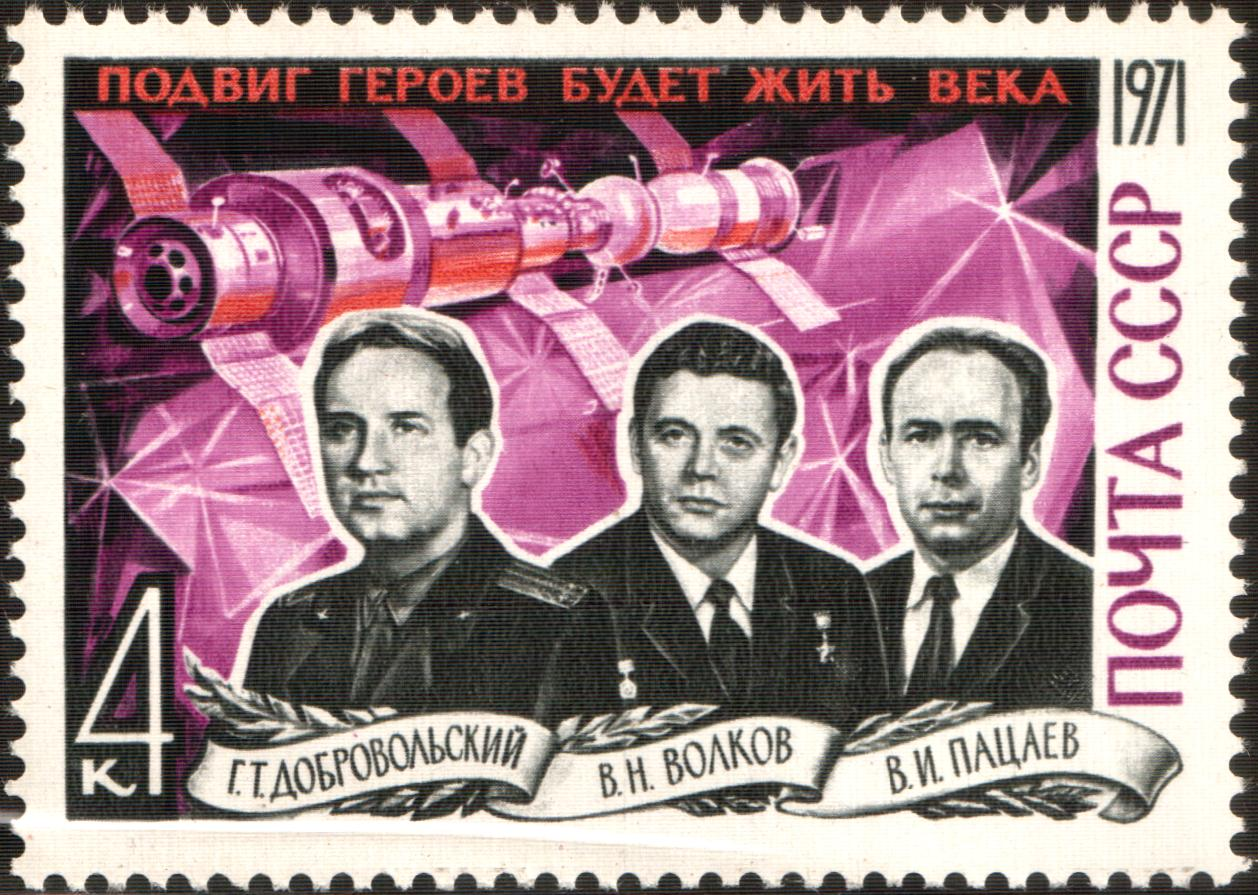

Sojuz 11 (ryska: Союз-11) var en flygning i det sovjetiska rymdprogrammet. Flygningen gick till rymdstationen Saljut 1. Farkosten sköts upp med en Sojuz-raket från Kosmodromen i Bajkonur den 6 juni 1971. Farkosten dockade med rymdstationen den 7 juni 1971. De tre kosmonauterna i besättningen förolyckades vid landningen.
Sojuz 11:s huvudbesättning var Aleksej Leonov, Valerij N. Kubasov och Pjotr Kolodin. En medicinsk undersökning fyra dagar före starten antydde att Kubasov kunde ha tuberkulos. Vid sjukdom i besättningen sade reglerna att besättningen skulle bytas ut mot reservbesättningen, som var Georgij Dobrovolskij, Viktor Patsajev och Vladislav Volkov.

## Landningen
Landningen genomfördes under tystnad och var den dittills bästa med avseende på hur nära man kom den tänkta landningsplatsen. När personal kom till platsen och öppnade kapseln hittade man de tre kosmonauterna döda i sina säten. För att få plats med tre personer i kapseln använde man inga rymddräkter under start och landning.
När landningskapseln separerar från det övriga Sojuz-skeppet sker det med sprängbultar, som exploderar en i taget. I Sojuz 11:s fall exploderade alla på en gång och en liten ventil skadades, så att luften i kapseln läckte ut.

## Begravning
De tre kosmonauterna fick en stor statsbegravning i nekropolen vid Kremlmuren vid Röda torget i Moskva. En av kistbärarna var den amerikanske astronauten Thomas P. Stafford. De tre fick även kratrar på månen uppkallade efter sig.

## Efter olyckan
Innan Sojuz flög igen genomgick den stora förändringar. Bland annat återinfördes rymddräkter under start och landning, vilket ledde till att det endast fanns plats för två kosmonauter.